# Кочердыкское сельское поселение
Кочерды́кское се́льское поселе́ние — муниципальное образование в Октябрьском районе Челябинской области Российской Федерации. В рамках административно-территориального устройства муниципальное образование  соответствует административно-территориальной единице Кочердыкский сельсовет.
Административный центр — село Кочердык.

## География
Кочердыкское сельское поселение находится на северо-востоке Октябрьского муниципального района Челябинской области. На юге и юго-западе граничит с Октябрьским, на западе и северо-западе с Мяконькским сельскими поселениями, на севере и востоке с Курганской областью.
В 1967 году на территории Октябрьского района был создан Кочердыкский видовой государственный заказник для охраны серого гуся и косули. В 2009 году заказнику был придан статус комплексного из-за наличия на его территории озера Сладкого — бывшего гидрологического памятника природы. Кроме Сладкого, в границах Кочердыкского поселения существуют озёра с названиями Солёное, Горькое, Душное, Пресное, Большое и Малое Кислое.

## История
Статус и границы сельского поселения установлены Законом Челябинской области от 15 сентября 2004 года № 269-ЗО «О статусе и границах Октябрьского муниципального района и сельских поселений в его составе»

## Население
| 2002  | 2010  | 2011  | 2012  | 2013  | 2014  | 2015  |
| ----- | ----- | ----- | ----- | ----- | ----- | ----- |
| 2239  | ↘1262 | ↘1259 | ↘1241 | ↘1209 | ↘1175 | ↘1145 |
| 2016  | 2017  | 2018  | 2019  | 2020  | 2021  |       |
| ↘1108 | ↘1082 | ↘1047 | ↘1026 | ↘972  | ↗984  |       |

## Состав сельского поселения
| № | Населённый пункт | Тип населённого пункта       | Население |
| - | ---------------- | ---------------------------- | --------- |
| 1 | Банниково        | деревня                      | ↘65       |
| 2 | Горелое          | деревня                      | ↘120      |
| 3 | Загребино        | деревня                      | ↘25       |
| 4 | Кочердык         | село, административный центр | ↘848      |
| 5 | Лафетное         | деревня                      | ↘35       |
| 6 | Окунево          | деревня                      | ↘60       |
| 7 | Чернякино        | деревня                      | ↘109      |

## Местное самоуправление
Органы самоуправления Кочердыкского поселения не входят в структуру органов государственной власти. Глава поселения является его высшим должностным лицом, избирается по результатам всеобщего голосования сроком на 5 лет. Исполнительно-распорядительным органом поселения является его администрация. Представительным органом Кочердыкского поселения является совет депутатов, состоящий из 13 человек, избираемых на муниципальных выборах сроком на 5 лет.